# Lispe sineseta
Lispe sineseta este o specie de muște din genul Lispe, familia Muscidae, descrisă de Zielke în anul 1971.
Este endemică în Gabon. Conform Catalogue of Life specia Lispe sineseta nu are subspecii cunoscute.